# Новое средневековье (Бердяев)
«Новое средневековье: Размышление о судьбе России и Европы» — сочинение Н. А. Бердяева по философии истории и культуры, впервые опубликованное в 1924 году и принёсшее автору европейскую известность. Одна из самых известных философских работ, развивающих одноимённую концепцию, согласно которой западная цивилизация к XX веку возвращается во многих своих существенных чертах к средневековью.

## Структура и история написания
«Три этюда, объединенные в этой книжке, были написаны в разное время в течение последних полутора лет», — пишет Бердяев в предисловии, датированном 5 июля 1924 года. Эти три этюда: «Новое средневековье», «Размышление о русской революции» и «Демократия, социализм и теократия».

## Содержание работы

### «Новое средневековье»
Новая история, Новое время заканчивается, — констатирует Бердяев. Характерные черты уходящей эпохи — «рационализм, гуманизм, правовой формализм, либерализм, демократизм — всё это формы мысли и жизни, которые строятся на предположении, что Истина неизвестна и что Истины, быть может, совсем нет, они не хотят знать Истины». Попытка построить «нейтральное гуманистическое царство», сделав религию частным делом, провалилась. «Если нет Бога, то нет и Человека — вот что опытно обнаруживает наше время». Наступает новое средневековье, когда появится новая истина, новый бог.
Новое время проповедовало эгалитаризм, но «человек не атом бескачественного механизма вселенной, а живой член органической иерархии, он органически принадлежит реальным общностям. Сама идея личности связана с иерархией, и атомизм уничтожает личность в ее качественном своеобразии. Мы живем в эпоху, когда неизбежен повсюду свободный возврат к иерархическим началам. Лишь иерархические начала свидетельствуют о космическом ладе вселенной». В обществе нового средневековья будет духовная аристократия, «и личности с большим онтологическим весом, с большей одаренностью и годностью должны занять подобающее место в жизни».
Вырастет роль женщины, но не на пути эмансипации, то есть уравнивания с мужчиной и уподобления ему, а женщины как носительницы вечной женственности.
Должен произойти поворот от иллюзорной, лишённой онтологичности общественно-политической жизни к реальным «духовным и хозяйственным процессам». «Новое время конструировало власть как право и интересовалось разграничением прав на власть. Новое средневековье должно конструировать власть как обязанность». Жизнью уже не будут управлять парламенты, биржи и газеты, «люди, вероятно, будут группироваться и соединяться не по политическим признакам… а по сферам творчества и труда».
Уходит в прошлое разъединение людей и государств — индивидуализм и национализм. «Гуманистическое царство разлагается», и «атомизм новой истории… преодолевается или ложно — коммунизмом, или истинно — Церковью, соборностью», обращением «от формализма нового времени, не совершившего никакого окончательного избрания, к избранию Бога или диавола». Коммунизм (социализм) — ложный путь потому, что он «есть лишь обратная сторона атомистического распада, механическое сцепление атомов», не имеющее духовной основы.
Идея прогресса будет отброшена, «будет сама жизнь, будет творчество». «Город должен приблизиться к деревне. <…> Принцип частной собственности в вечной своей основе сохранится, но будет ограничен и одухотворен. Чудовищных частных богатств новой истории не будет. Равенства тоже не будет, но не будет и голодных и погибающих от нужды. Придется перейти к более упрощенной и элементарной материальной культуре и более сложной духовной культуре».
«Грандиозное предприятие новой истории нужно ликвидировать, оно не удалось, — заключает Бердяев. — Но до этого, быть может, еще сделает попытку развиваться техническая цивилизация до последних пределов, до черной магии, равно как и коммунизм», — предсказывает он.

### «Размышление о русской революции»
Во втором этюде Бердяев анализирует природу большевизма. Он заключает, что большевизм не есть некое «внешнее насилие над русским народом» и его победа не случайна. Однако большевизм и не «самостоятельная онтологическая реальность, он не имеет бытия в себе». Это манифестация глубокой духовной болезни, внутреннего зла — кризиса веры, деморализации народа. «Народ находился в лживом состоянии и создал лживую власть». Поэтому и преодолеть большевизм можно только на пути духовного перерождения.
Ключевой чертой русского национального сознания и духовной первопричиной революции 1917 года Бердяев называет внутреннюю религиозность русского народа — отрешённость его от земного, мирского, материального, устремлённость «к концу истории, к осуществлению Царства Божьего». Буржуазная идеология никогда не имела силы ни в одном слое российского общества. Русский народ аполитичен, и «русская революция совершилась по Достоевскому», который «понимал, что социализм в России есть религиозный вопрос, вопрос атеистический, что русская революционная интеллигенция совсем не политикой занята, а спасением человечества без Бога».
Бердяев отмечает появление в советской России нового антропологического типа: «Ловкие, беззастенчивые и энергичные дельцы мира сего выдвинулись и заявили свои права быть господами жизни». Это буржуазный, мещанский тип личности, который никогда прежде не имел силы в России. «В России прерывается культурная традиция. Предстоит страшное понижение уровня культуры, качества культуры», — предупреждает Бердяев. Но находит и положительный эффект революции в том, что она послужит возрождению религиозной жизни в России, обращению к религии интеллигенции, сто лет как впавшей в атеизм, который и привёл к революции.

### «Демократия, социализм и теократия»
Бердяев критикует демократический принцип, отмечая, что в основе демократии — релятивизм: «Демократия не знает истины, и потому она предоставляет раскрытие истины решению большинства голосов». Более того, демократия не принимает во внимание зла человеческой природы, того что воля большинства может направиться ко злу.
Социализм, напротив, претендует на знание истины, однако духовного содержания лишён и он и потому «так же не онтологичен, как и демократия», и так же не способен предложить реальное «содержание и цель жизни», ибо его социально-экономическая программа касается лишь материальных средств жизни, но не конечных целей, которые могут быть только духовными.
Общество, преодолевшее бессодержательную свободу демократии и избравшее для себя духовную истину, стремящееся к «высшей духовной жизни, просветлению и преображению человека и мира», то есть к реальному созданию Царства Божьего на земле, — это теократия. Путь к этому новому обществу лежит через отказ от фиктивной общественно-политической жизни «во имя поворота к внутренней духовной жизни, не только личной, но и сверхличной».